# Océanne Muller
Océanne Muller (Schiltigheim, 2 de enero de 2003) es una deportista francesa que compite en tiro, en la modalidad de rifle.
Ganó una medalla de bronce en el Campeonato Mundial de Tiro de 2023 y cuatro medallas en el Campeonato Europeo de Tiro entre los años 2021 y 2024. En los Juegos Europeos de Cracovia 2023 consiguió una medalla de bronce en la prueba de rifle 10 m.
Participó en los Juegos Olímpicos de Tokio 2020, ocupando el quinto lugar en la prueba de rifle 10 m.

## Palmarés internacional
| Campeonato Mundial | Campeonato Mundial  | Campeonato Mundial | Campeonato Mundial |
| Año                | Lugar               | Medalla            | Prueba             |
| ------------------ | ------------------- | ------------------ | ------------------ |
| 2023               | Bakú (Azerbaiyán)   | Medalla de bronce  | Rifle 10 m mixto   |
| Juegos Europeos    |                     |                    |                    |
| Año                | Lugar               | Medalla            | Prueba             |
| 2023               | Breslavia (Polonia) | Medalla de bronce  | Rifle 10 m         |
| Campeonato Europeo |                     |                    |                    |
| Año                | Lugar               | Medalla            | Prueba             |
| 2021               | Osijek (Croacia)    | Medalla de oro     | Rifle 10 m         |
| 2021               | Osijek (Croacia)    | Medalla de oro     | Rifle 10 m mixto   |
| 2022               | Hamar (Noruega)     | Medalla de plata   | Rifle 10 m         |
| 2024               | Győr (Hungría)      | Medalla de plata   | Rifle 10 m mixto   |